# Идеалан пар
Идеалан пар (енгл. The Perfect Couple) америчка је телевизијска серија коју је створила Џена Ламија за Netflix. Темељи се на истоименом роману Елин Хилдербранд из 2018. Главне улоге тумаче Никол Кидман, Лијев Шрајбер, Ив Хјусон и Дакота Фанинг. Приказана је 5. септембра 2024.

## Радња
Амелија (Ив Хјусон) се спрема за удају за мушкарца из једне од најбогатијих породица у Нантакету, упркос неодобравању његове мајке (Никол Кидман). Међутим када на дан венчања пронађу леш, одједном сви постану осумњичени.

## Улоге
| Глумац           | Улога                |
| ---------------- | -------------------- |
| Никол Кидман     | Грир Гарисон Винбери |
| Лијев Шрајбер    | Таг Винбери          |
| Ив Хјусон        | Амелија Сакс         |
| Били Хаул        | Бенџи Винбери        |
| Меган Фахи       | Мерит Монако         |
| Дона Лин Чемплин | Ники Хенри           |
| Џек Рејнор       | Томас Винбери        |
| Мајкл Бич        | Ден Картер           |
| Ишан Катар       | Шутер Дивал          |
| Сем Нивола       | Вил Вилбери          |
| Мија Ајзак       | Клои Картер          |
| Дакота Фанинг    | Аби Винбери          |

## Епизоде
| Бр. еп. | Наслов                      | Редитељ    | Сценариста                              | Премијера          |
| ------- | --------------------------- | ---------- | --------------------------------------- | ------------------ |
| 1       | Срећно предсвадбено вече    | Сузана Бир | Џена Ламија                             | 5. септембар 2024. |
| 2       | Не би то никад учинила      | Сузана Бир | Џена Ламија и Брајан М. Холдман         | 5. септембар 2024. |
| 3       | Савршена породица           | Сузана Бир | Џена Ламија и Лејла Кохан               | 5. септембар 2024. |
| 4       | Неко би могао настрадати    | Сузана Бир | Џена Ламија, Кортни Грејс и Евелин Ивес | 5. септембар 2024. |
| 5       | Никад нећу одустати од тебе | Сузана Бир | Џена Ламија и Алекс Бергер              | 5. септембар 2024. |
| 6       | Коначно је боље             | Сузана Бир | Џена Ламија                             | 5. септембар 2024. |